# Adenoderris sororia
Adenoderris sororia là một loài thực vật có mạch trong họ Woodsiaceae. Loài này được Maxon miêu tả khoa học đầu tiên năm 1905.